# شهرستان بیاره
شهرستان بیاره (به عربی: قضاء بيارة) یک منطقهٔ مسکونی در عراق است که در استان حلبچه واقع شده‌است.